# Dentelles du Cygne
Pour les articles homonymes, voir dentelles.
Les Dentelles du Cygne forment un rémanent de supernova dont l'explosion remonterait à une dizaine de milliers d'années. Elles se situent dans la constellation du Cygne. Le nom normalisé de ce rémanent est SNR G074.0-08.6, qui est quelquefois également appelé boucle du Cygne, terme issu de la traduction littérale de son nom anglais (Cygnus Loop).
Cet objet est très vaste (une dizaine de degrés carrés) et très morcelé, notamment dans le domaine visible. Il n'a reçu que récemment une désignation qui s'applique à l'objet tout entier. On retrouve notamment les Dentelles du Cygne dans le catalogue Sharpless sous la désignation de Sh2-103.
On la connaît cependant mieux en tant que groupe de plusieurs parties brillantes grosso modo disposées en cercle :
- la Grande Dentelle, la partie la plus brillante, se situe dans la région nord-est. Elle a la forme d'une virgule composée de filaments très fins s'étendant sur 1,2° suivant un axe NO-SE pour une largeur de l'ordre de dix minutes d'arc. Elle a été répertoriée par John Dreyer sous les désignations NGC 6992 (partie longiligne du nord-ouest), NGC 6995 (rebiquage au sud-est) et IC 1340 (extensions plus faibles de ce rebiquage) ;
- la Petite Dentelle se situe à l'opposé de la grande, à 2,5° au sud-ouest de cette dernière. Elle présente la particularité d'effleurer visuellement une étoile visible à l'œil nu (magnitude 4,2), 52 Cygni, ce qui rend le pointage aisé pour l'astronome amateur. Au nord de cette étoile, la Petite Dentelle est constituée d'un filament comprenant deux brins principaux, s'étendant sur quasiment un demi-degré pour une largeur ne dépassant pas quatre minutes d'arc ; de l'autre côté de l'étoile, le filament s'évase en direction du sud-est autour de trois brins principaux (plus brillants au fur et à mesure que l'on s'éloigne vers l'ouest). Cette partie des Dentelles du Cygne est connue sous la désignation de NGC 6960 (elle n'en constitue en fait qu'une petite partie) ;
- le Triangle de Pickering se trouve quant à lui au nord-ouest de la nébuleuse. Comme son nom l'indique en partie, il s'agit d'un triangle filamenteux allongé en direction du sud sur environ 45 minutes d'arc (pour une base de 25' de largeur). Le Triangle de Pickering se prolonge par un long filament de plus de deux degrés de long ;
- quelques nodosités isolées viennent compléter le tableau, toujours avec l'aspect filamenteux que l'on retrouve dans les parties précédentes. Citons notamment NGC 6974 et NGC 6979, un demi-degré au nord-est du Triangle de Pickering.

## Distance
L'estimation de la distance des Dentelles du Cygne varie considérablement d'une source à l'autre, de 2000 al (610 pc) à près de 4000 al 1,0 ± 0,2 kpc. Deux autres publications plus récentes basées sur les mesures de la parallaxe des étoiles estiment pluôt cette distance dans les environs de 4000 al, 735 ± 25 pc (∼2 400 al) pour Fesen et ses collègues et 725 ± 15 pc (∼2 360 al).

## Galerie d'images

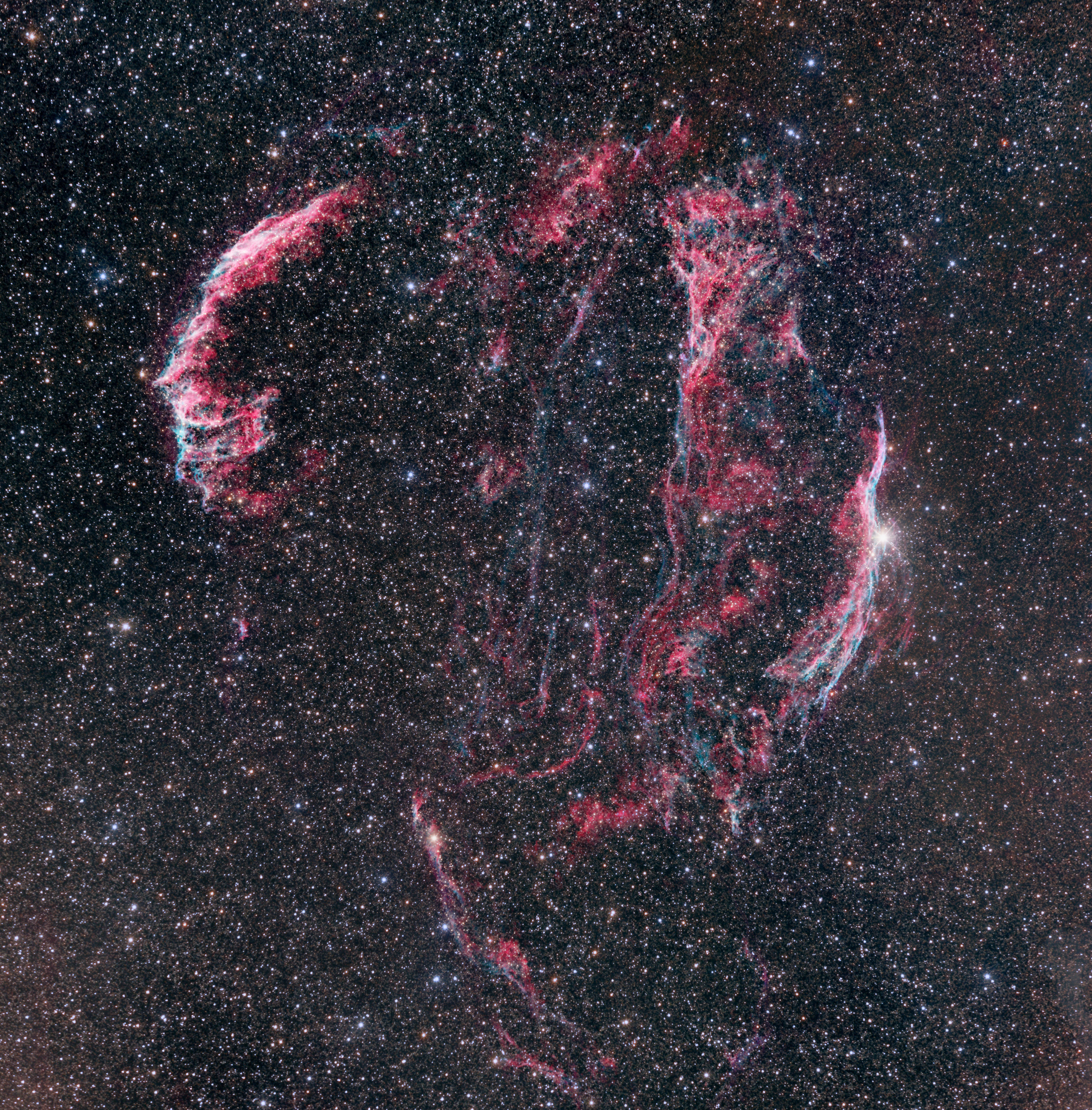
Les Dentelles du Cygne par Adam Block (Observatoire Steward/Université de l'Arizona).
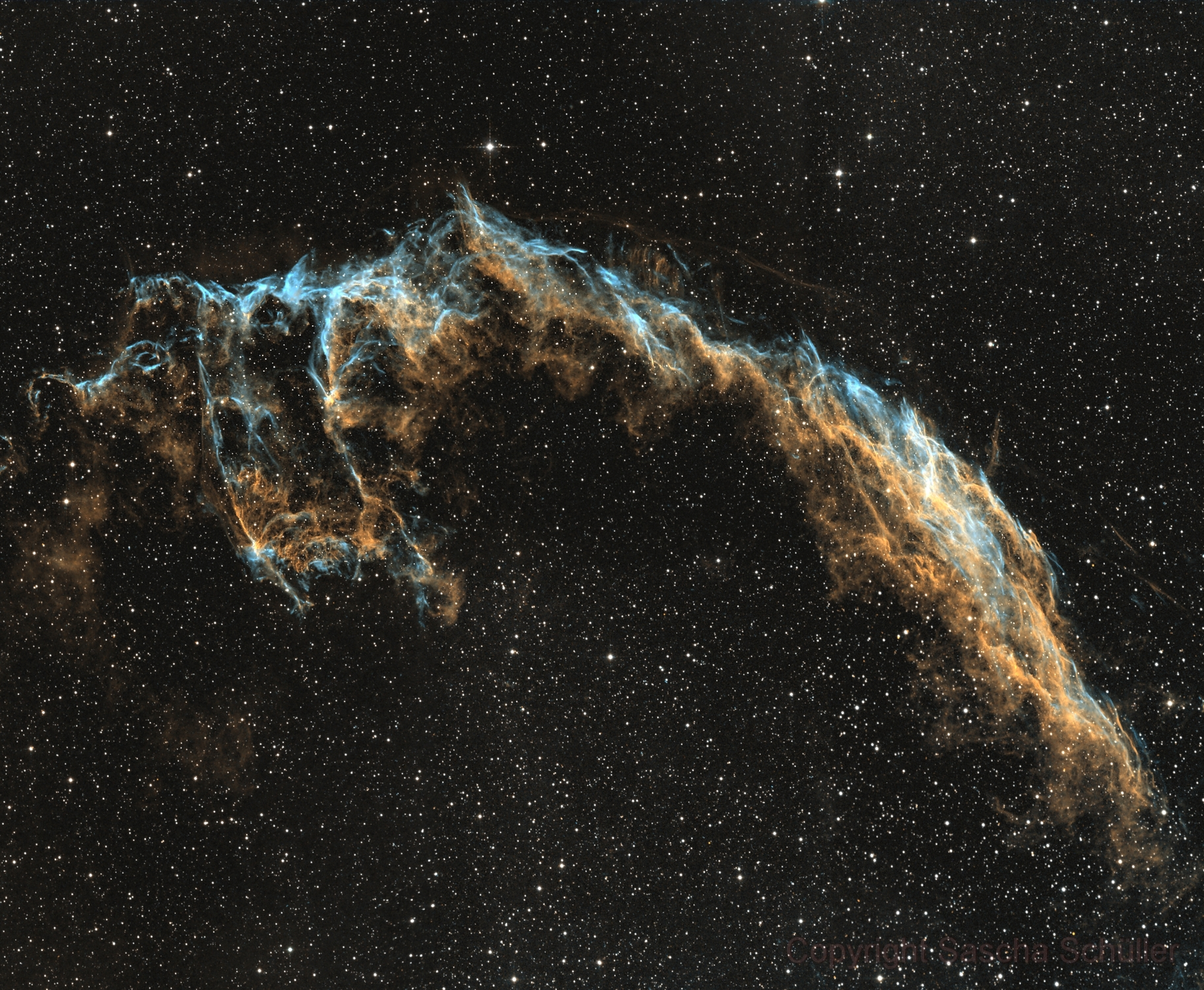
Zoom sur la Grande Dentelle (NGC 6992-95 & IC 1340/Photographie amateur).
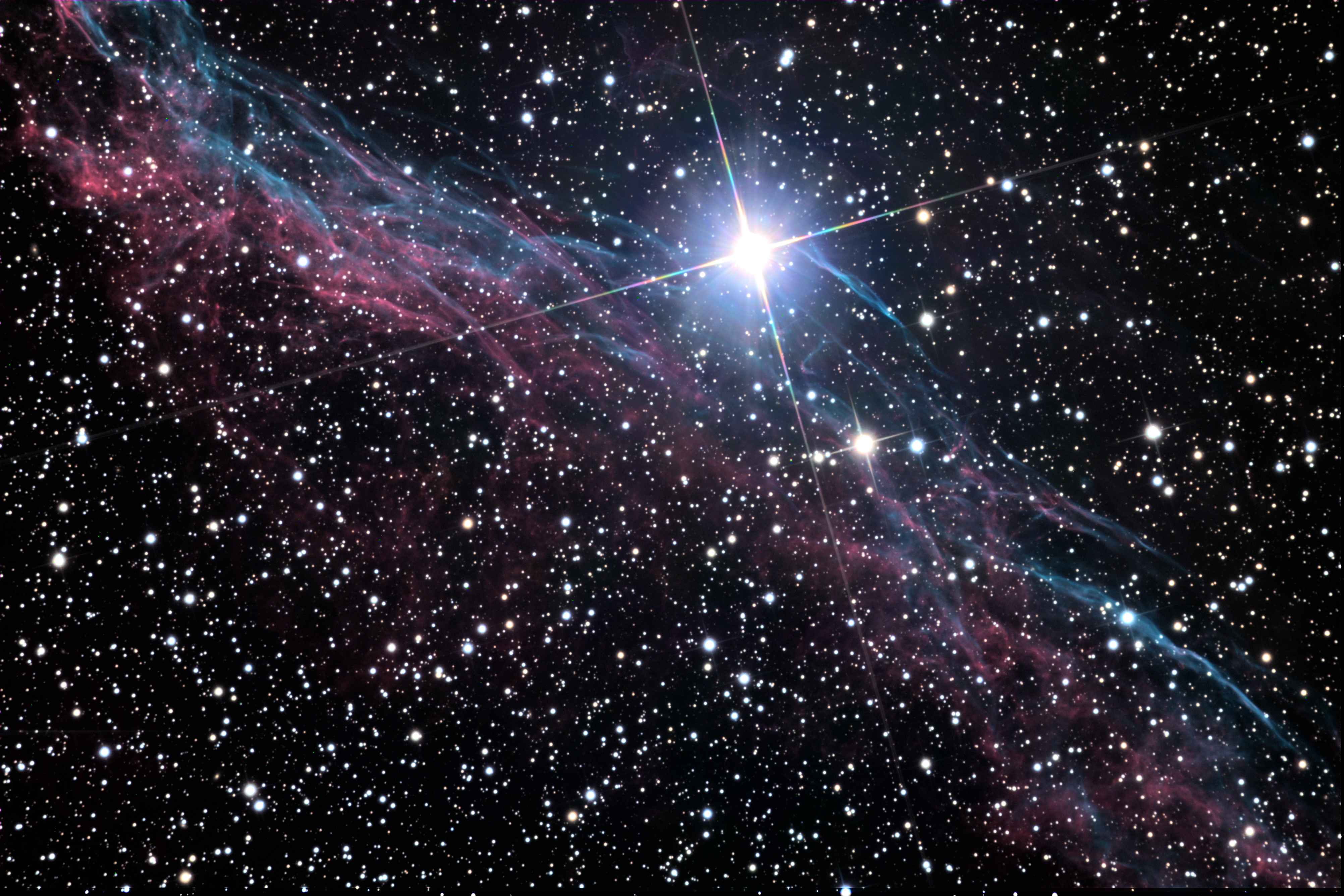
Zoom sur la Petite Dentelle (NGC 6960) et l'étoile 52 Cygni (Photographie amateur).
Détail de la Petite Dentelle par le télescope spatial Hubble.
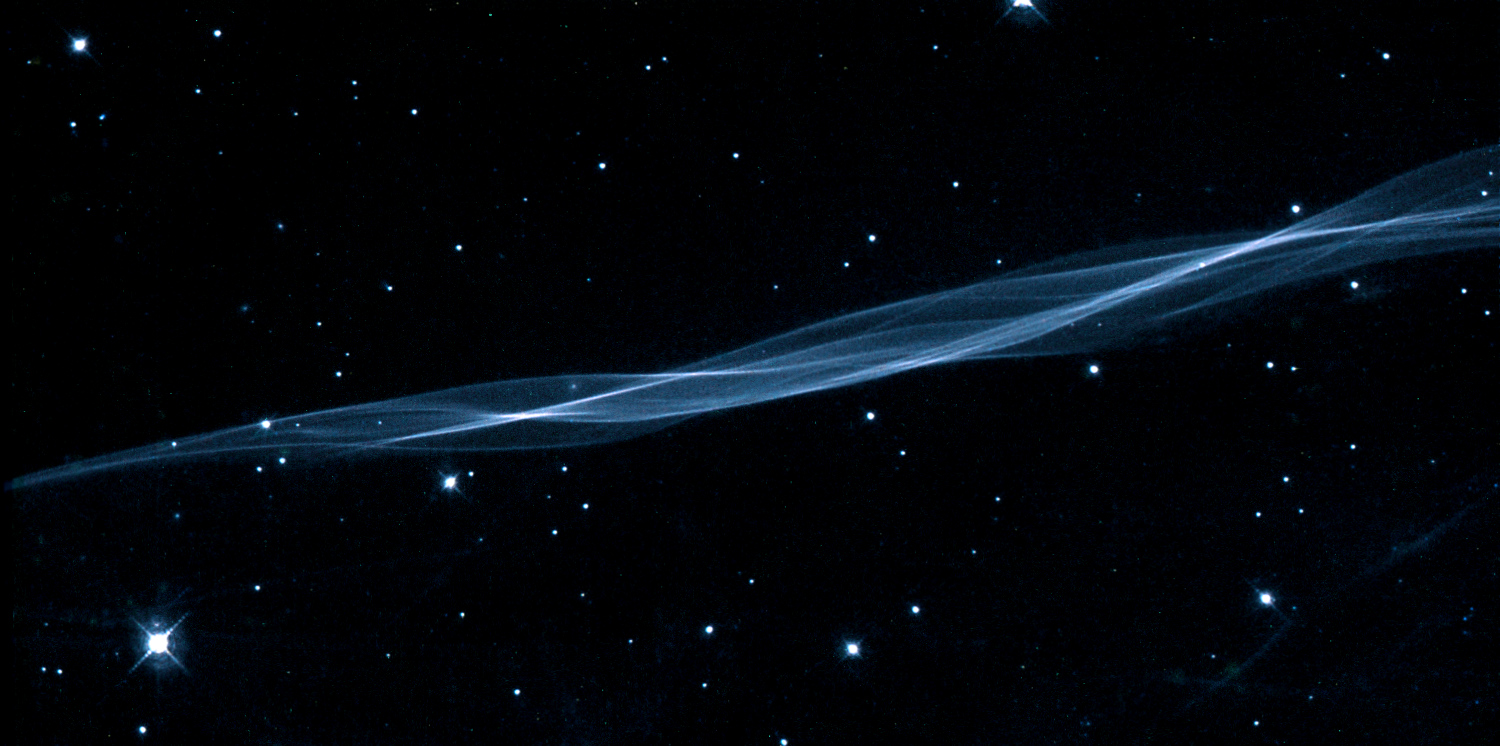
Filaments de gaz près de la Grande Dentelle (HST).
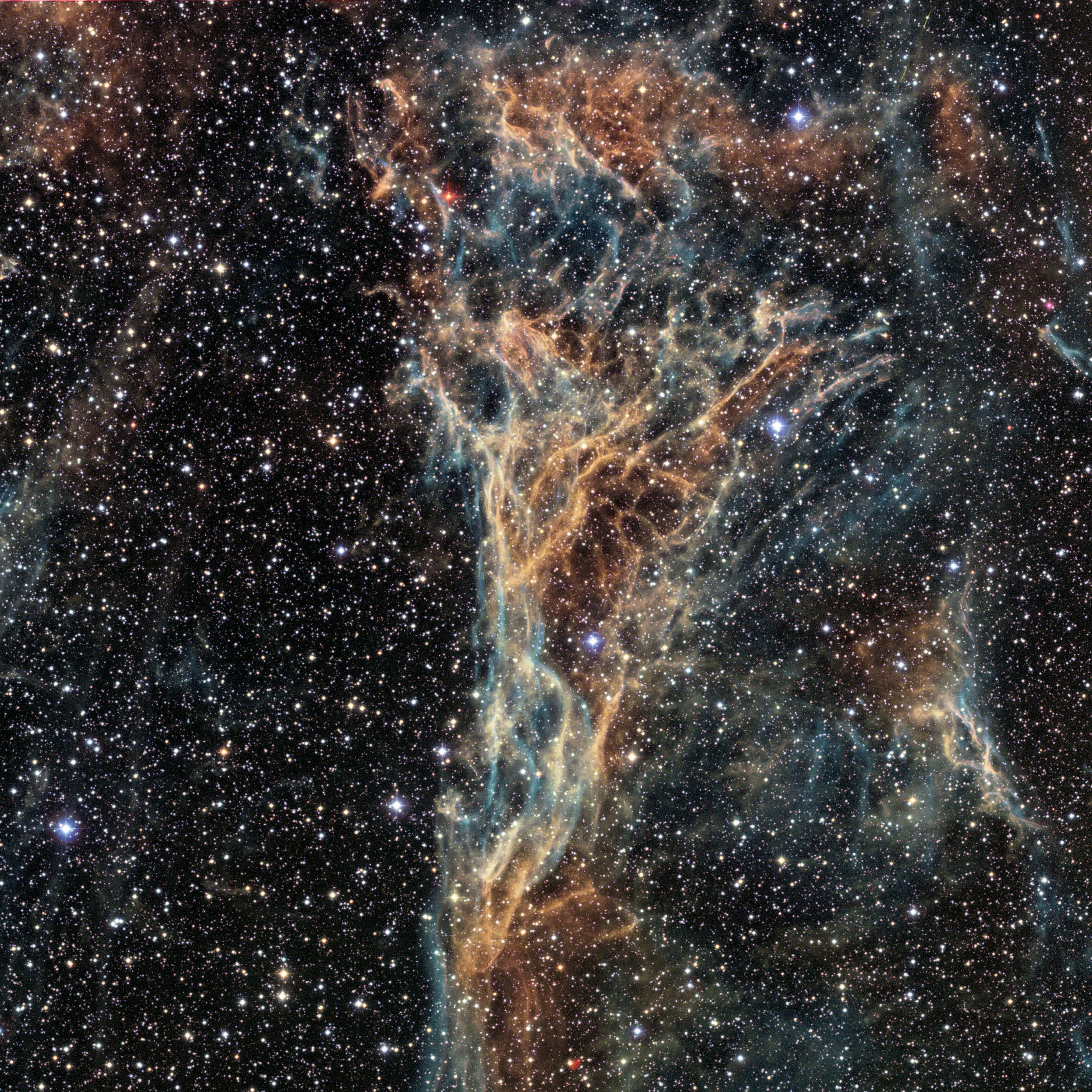
Le Triangle de Pickering (Photographie amateur).